# هال هولمز
هال هولمز (بالإنجليزية: Hal Holmes)‏ هو سياسي أمريكي، ولد في 22 فبراير 1902 في الولايات المتحدة، وتوفي في 27 يوليو 1977 في نفس البلد. حزبياً، نشط في الحزب الجمهوري. وقد انتخب عضو مجلس النواب الأمريكي.